# Лесаж, Эрик
Эрик Лесаж (фр. Éric Le Sage; род. 15 июня 1964, Экс-ан-Прованс) — французский пианист.
Окончил Парижскую консерваторию, затем совершенствовался в Лондоне под руководством Марии Курчо. Лауреат ряда международных конкурсов, в том числе победитель Международного конкурса имени Роберта Шумана (1989).
Наиболее известен своими интерпретациями музыки романтического периода, в том числе произведений Роберта Шумана, — в музыку немецких романтиков он, как отмечает критика, привносит французскую ясность. Записал также все сочинения для фортепиано соло Франсиса Пуленка. С кларнетистом Полем Мейером и флейтистом Эммануэлем Паю основал в городе Салон-де-Прованс фестиваль камерной музыки Ампери (по названию расположенного в городе средневекового замка).
С 2010 г. профессор фортепиано во Фрайбургской высшей школе музыки.